# Huashan Yuquan Yuan
Huashan Yuquan Yuan („Jadequellen-Tempel im Gebirge Hua Shan“; chinesisch 華山玉泉院 / 华山玉泉院) im Kreis Huayin der chinesischen Provinz Shaanxi ist ein daoistischer Tempel im Hua-Shan-Gebirge, der auch auf der Liste der 21 wichtigsten daoistischen Tempel des chinesischen Staatsrates steht. Chen Tuan, ein berühmter Daoist aus der Zeit der Nördlichen Song-Dynastie, zog sich hierhin zurück.